# José Duarte Ramalho Ortigão

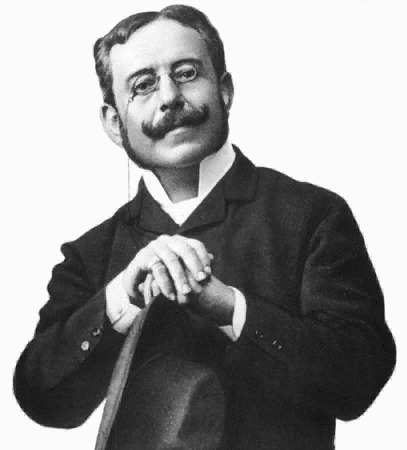
Ramalho Ortigão

José Duarte Ramalho Ortigão (* 24. Oktober 1836 in Porto; † 27. September 1915 in Lissabon) war ein portugiesischer Dichter.
Mit O Mistério da Estrada de Sintra legte er 1870 den ersten Kriminalroman der portugiesischen Literatur vor. Gemeinsam mit Eça de Queiroz gab er die Satireschrift As Farpas (Die Stacheln) heraus.